# Świat przedstawiony
Świat przedstawiony, inaczej uniwersum – jeden z podstawowych składników dzieła sztuki, niosący w sobie informacje dot. ogółu świata przedstawionego w danym utworze, określający jednocześnie czas i miejsce akcji, bohaterów, zdarzenia, procesy życiowe, bądź także cały świat fizyczny. Takie uniwersum stanowi często podstawę dzieła z gatunku literatury (np. powieść, komiks), kinematografii (np. film, serial) bądź elektroniki użytkowej (gra komputerowa, symulator, wirtualna rzeczywistość), w którym głównym składnikiem świata przedstawionego, zapewniającym mu wewnętrzną koherencję, decydującym o jego całościowym układzie, stanowi temat. 
Świat przedstawiony to całokształt zaprezentowanych w nim zjawisk (stanów rzeczy, procesów, przeżyć, działań ludzkich), będący przedmiotowym korelatem semantycznej warstwy wypowiedzi literackiej: sfera fikcyjnych desygnatów (fikcja literacka) konstytuowana przez znaczenia słów, zdań i większych odcinków tekstu, narastająca wraz z jego rozwojem i organizująca się wedle określonych założeń kompozycyjnych (kompozycja). Budulcem świata przedstawionego jest wyzyskany przez autora materiał tematyczny, który podlega zabiegom selekcji, interpretacji i konstrukcji zgodnie z konkretnym zamysłem artystycznym, koncepcją teoriopoznawczą i intencją ideologiczną. Elementarnymi jednostkami konstrukcyjnymi świata przedstawionego są motywy; ich różnorodne kombinacje tworzą całości tego rodzaju, co postać literacka, fabuła, sytuacja liryczna; motywy dynamiczne kształtują czasowy wymiar świata przedstawionego (czas w dziele literackim), motywy statyczne, jego wymiary przestrzenne (przestrzeń w dziele literackim).
Świat przedstawiony stanowi zasadniczy wykładnik funkcji poznawczej dzieła. Będąc konstrukcją literacką poddaną działaniu założeń konwencjonalnych, obowiązujących w danym gatunku literackim, jest zarazem – w mniejszym lub większym stopniu – odpowiednikiem jakiejś rzeczywistości ludzkiej: psychologicznej, społecznej, historycznej. W tym zakresie podpadać może pod kryteria prawdy (prawda w dziele literackim) lub prawdopodobieństwa; w szczególności dotyczy to utworów epickich (epika) i dramatycznych (dramat).
O świecie przedstawionym, którego elementy lub ich układ (następstwo w czasie, związki przyczynowo-skutkowe, motywacja zdarzeń i zachowań postaci) zgodne są ze społecznie utwierdzonymi stereotypami poznawczymi, zwykło się mówić, że ma on charakter realistyczny (realizm); natomiast światu przedstawionemu budowanemu w opozycji do utrwalonego społecznie sposobu pojmowania rzeczywistości i praw nią rządzących przypisuje się znamiona fantastyczności (fantastyka). Niekiedy świat przedstawiony jest rozbudowanym znakiem wskazującym na treści bezpośrednio w dziele nie zakomunikowane. Dotarcie do nich poprzez elementy i relacje dane wprost w świecie przedstawionym wymaga od czytelnika specjalnych zabiegów interpretacyjnych; tak dzieje się w przypadku alegorii lub symbolu. Każdy jednak rodzaj świata przedstawionego stanowi sam przez się układ nie w pełni dookreślony, wzywający odbiorcę do odpowiednich precyzacji i dopełnień; określoność uzyskuje dopiero w procesie czytelniczej konkretyzacji dzieła literackiego.
Za twórcę pojęcia świata przedstawionego uważa się Romana Ingardena.
Niejako odpowiednikiem pojęcia świata przedstawionego w sztuce filmowej jest diegeza .